# Dictatură ereditară
Dictatura ereditară este un sistem politic în care conducătorul transmite mai departe, prin legături de sânge, conducerea unui stat.
În lumea modernă, cel mai cunoscut exemplu de dictatură ereditară este Coreea de Nord, în care Kim Ir-sen a transmis conducerea statului mai departe, timp de două generații, urmașilor săi Kim Jong-il (fiu) și Kim Jong-un (nepot) .